# Nagyvárad téri református templom
A Nagyvárad téri református templom, vagy más nevén az Emlékezet Temploma a budapesti Nagyvárad téri Református Gyülekezet temploma a főváros VIII. kerületében. Az 1930 és 1935 között épült kálvinista templom nevével ellentétben nem a Nagyvárad téren, hanem az Üllői úton található a Tisztviselőtelep szélén néhány száz méterrel a Nagyvárad tértől kifelé.

## Története
A templom építésének gondolata 1921-ben született meg, amikor január 1-én a Budapesti Református Egyházközség presbitériuma megkezdte a Külső-Ferencváros-Tisztviselőtelepi Református Missziói Egyházrész szervezését. Elsőnek Zakar Albert gondnok vetette fel az első világháború hőseinek emlékét megörökítő templom építésének gondolatát, melyre öccse elvesztése adott okot, aki 1915. június 28-án a lembergi csatában halt hősi halált, és elesett bajtársaihoz hasonlóan hazájától távol helyezték örök nyugalomra. A harctéren elesettek hozzátartozóinak nem volt lehetőségük leróni kegyeletüket, ezért szorgalmazták egy emléktemplom építését. A presbitérium elfogadta az indítványt, és az építendő templomot az Emlékezet Templomának nevezték el.
Ezt követően Szabó Imre lelkipásztor meghirdette a „százezer ezüst korona országos gyűjtési akciót”. Munkáját 1929-től Fiers Elek, majd ennek halála után dr. Patay Pál missziós lelkész folytatta. 1931-től ő lett az önállóvá vált egyházközség első lelkésze.
Az Üllői úton található templomtelek használati jogát a főváros 1925-ben adományozta. A munkálatok anyagi hátterét közadakozásból és úgynevezett „böjti étkezési”, „pad-”, „tégla-” és „gyalogjárójegyekből” biztosították. Az adakozók közül többen családi ereklyéket és az elesett hősök emléktárgyait is felajánlották. A gyűjtés során a hívek ötvenezer pengőt gyűjtöttek össze, amit a főváros százhúszezer pengős adománya egészített ki.
Az építkezés kezdetét jelző első kapavágásra 1930. március 30-án került sor. Dudás Kálmán építészmérnök tervei szerint a telek közepén álló templom jobbján egy önálló parókia állt volna, melyet egy folyosó kötött volna össze a templommal. Bal oldalára egy református elemi iskolát tervezetek. Utóbbi megépítése az anyagiak hiánya miatt nem valósult meg.
A templomépítés védnökségére a református vallását nyíltan valló vitéz nagybányai Horthy Miklós kormányzót kérték fel. A gyülekezet küldöttsége a kormányzó beleegyezését kérte, hogy a templom alapkőletétele Horthy kormányzóságának tízéves jubileumához kapcsolódjék, és hogy a templom falán elhelyezett emléktáblán a hősi halált halt öccsének, vitéz nagybányai Horthy Szabolcsnak, Szolnok vármegye főispánjának neve is szerepelhessen. Végül arra is megkérték, hogy fogadja el az alapkőletételre szóló meghívást. Utóbbi kérésnek azért volt jelentősége, mert addig református templom alapkőletételén államfő még nem vett részt. A kormányzó mindhárom kérésre igent mondott, és 1930. április 15-én neves közéleti személyiségek kíséretében az alapkőbe elhelyezett egy díszes alapokmányt, melyet rajta kívül gróf Klebelsberg Kuno, gróf Bethlen István, Ripka Ferenc, Sipőcz Jenő, Darányi Kálmán és Ravasz László püspök is aláírt. Utóbbi szolgált az ünnepi istentiszteleten is.
A felkért vendégek, élükön az kormányzóval, egy ezüstözött kalapáccsal ráütöttek az alapkőre a következőt mondva: „Isten dicsőségére, az elesett hősök emlékezetére!” Ez a mondat a templom főbejárata fölött a mai napig is olvasható. Az alapokmány aláírására használt tollszárat és az ezüstözött kalapácsot Horthy Miklós az egyházközségnek ajándékozta.
A templom felszentelésére, melyre a kormányzó ígérete ellenére csak képviselőjét tudta elküldeni, 1935. szeptember 22-én került sor.
A templom színes ablakain a Trianon előtti Magyarország vármegyéinek címerei láthatóak.
A templom 1993 óta helyi műemléki védelem alatt áll.

## Gyülekezeti élet
A templomban és a hozzá tartozó létesítményekben a kezdetek óta élénk gyülekezeti élet zajlik. Többek között gyermek- és ifjúsági csoport, férfiak és nők imaközössége, iratterjesztés és énekkar is működik az egyházközség keretein belül.

## Képtár

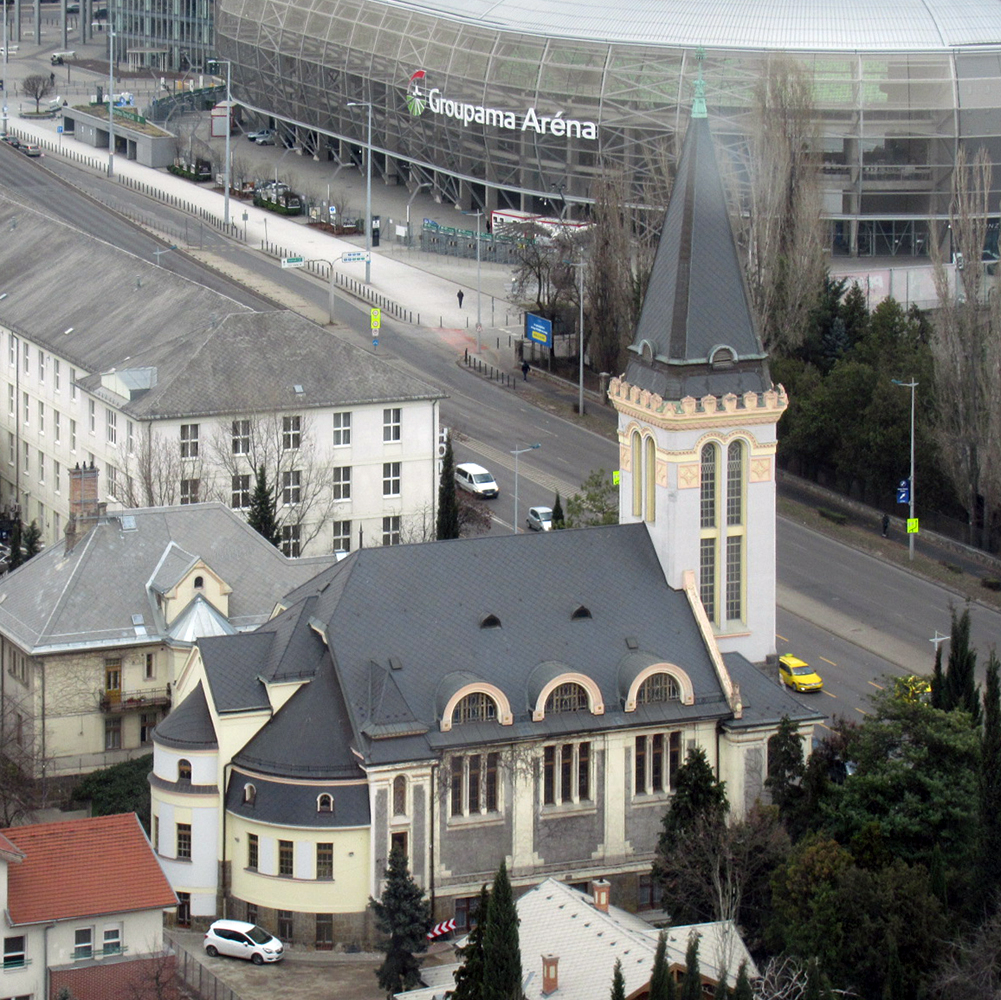
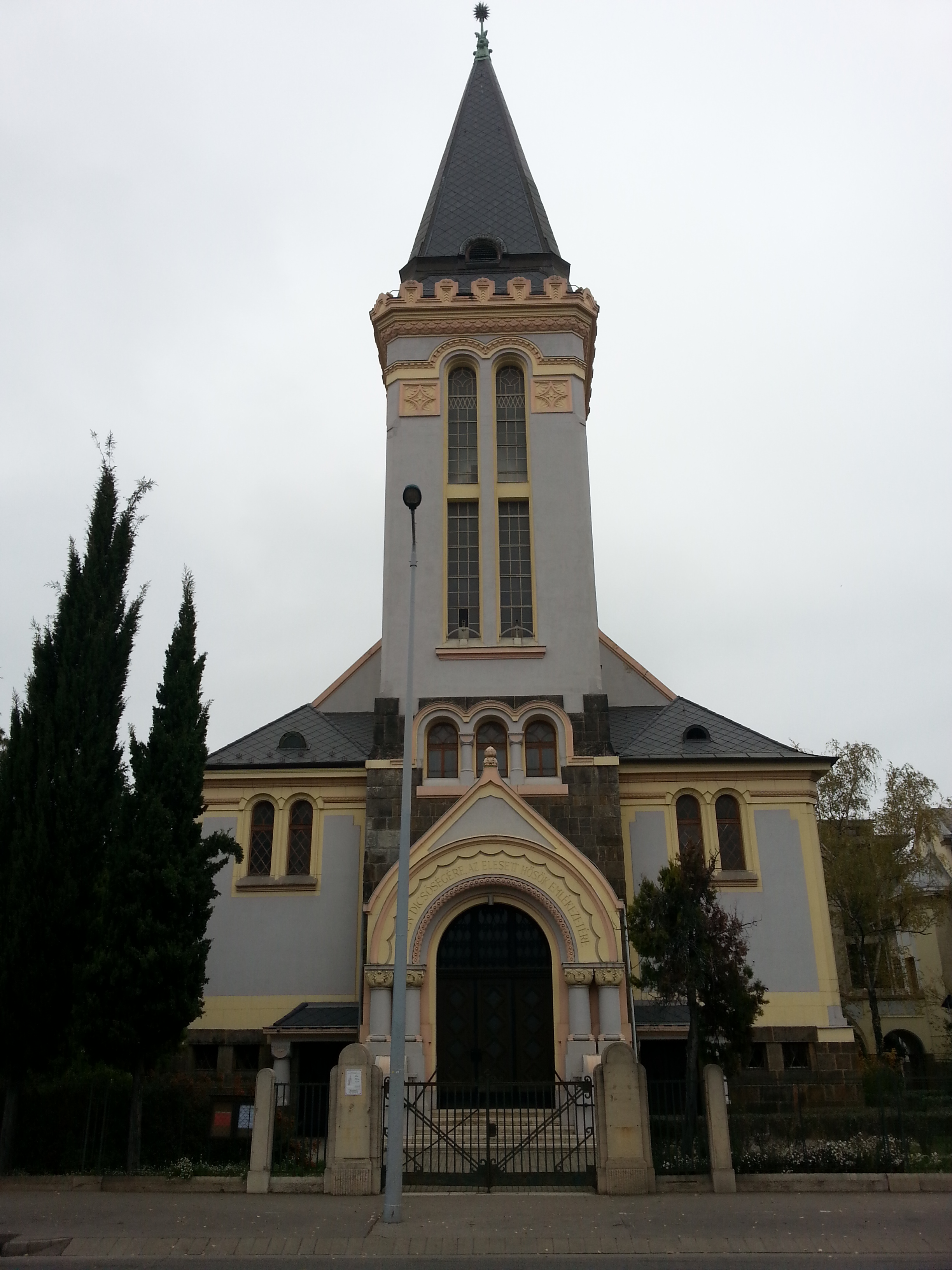
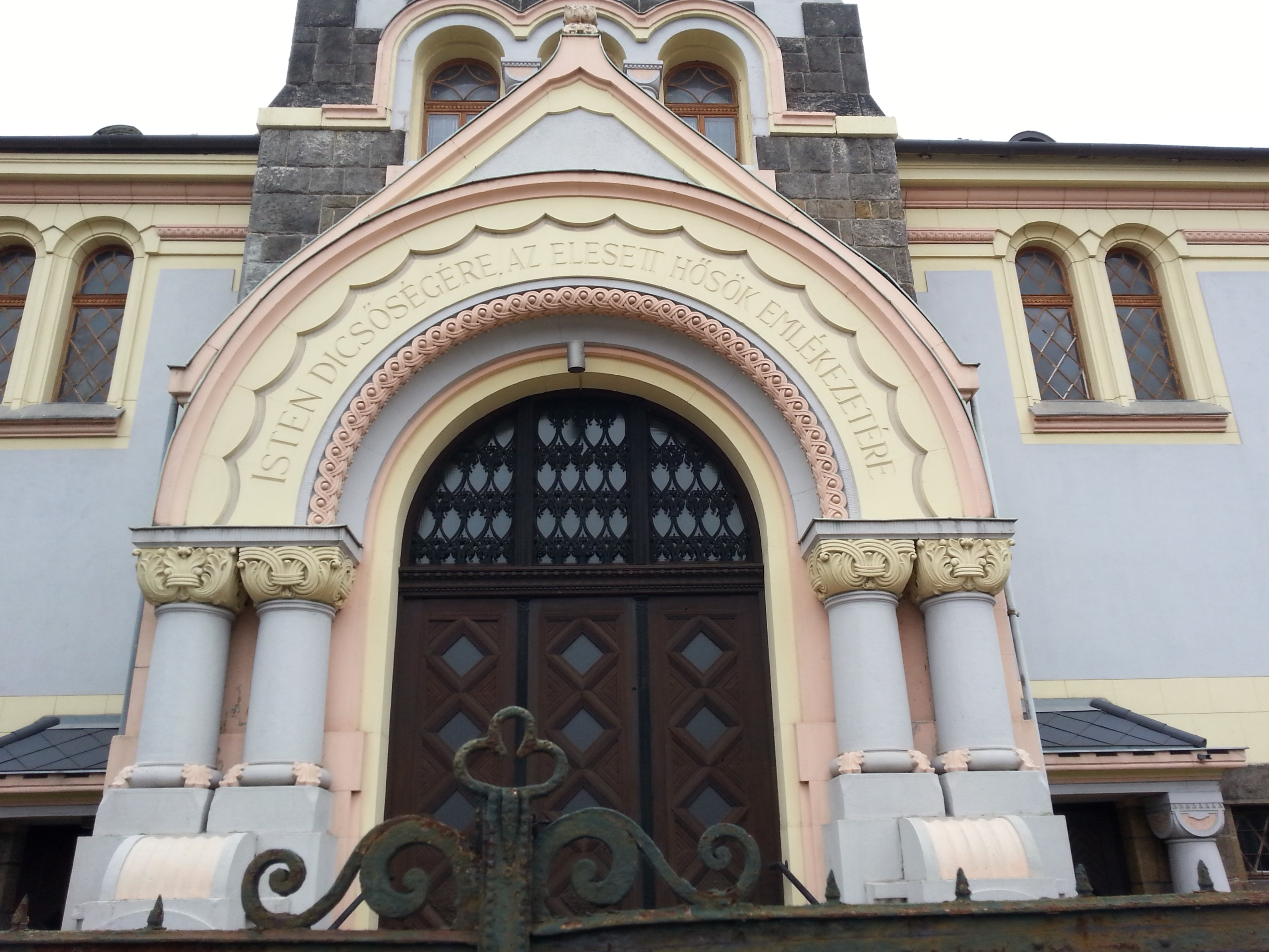
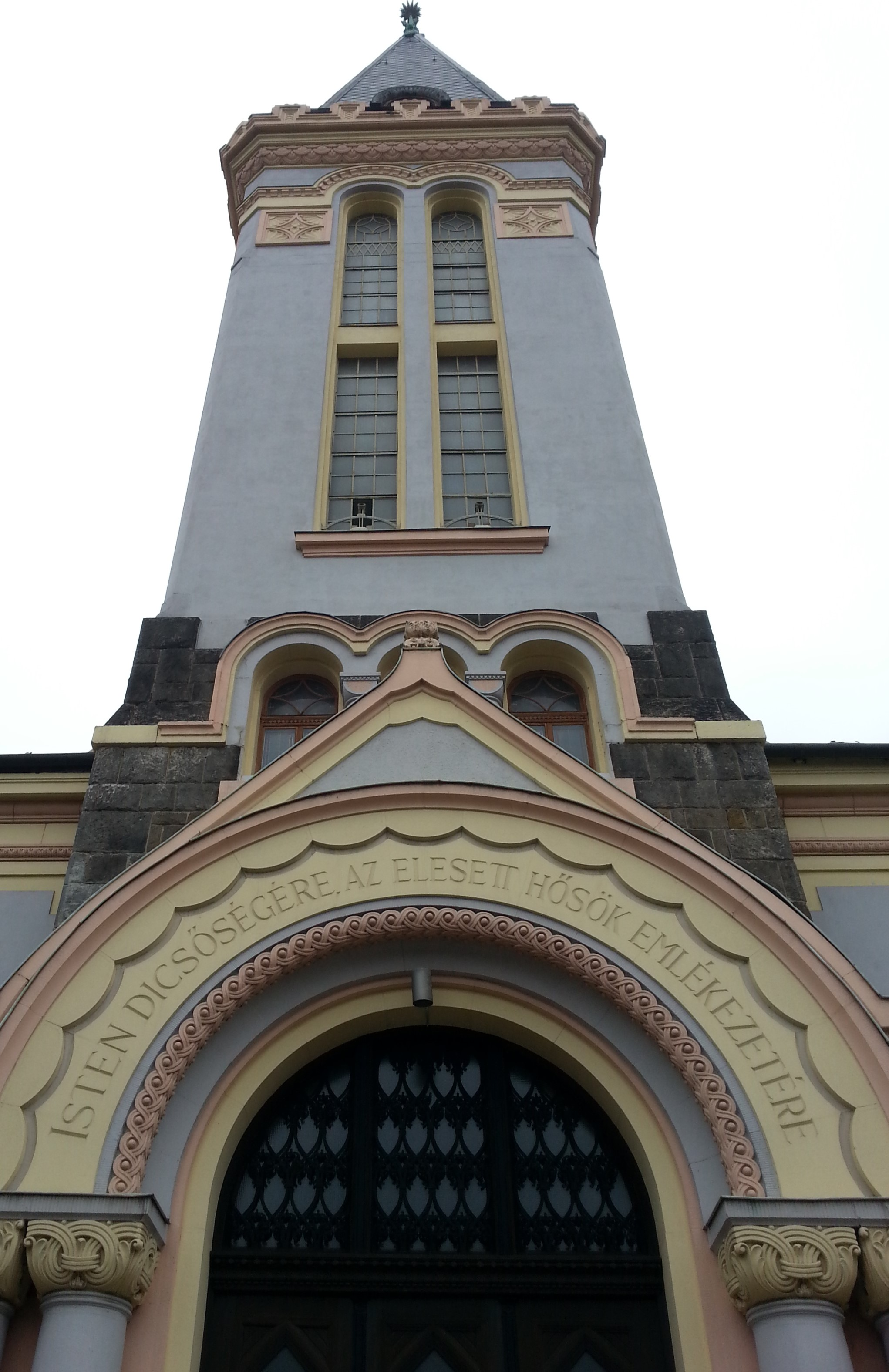
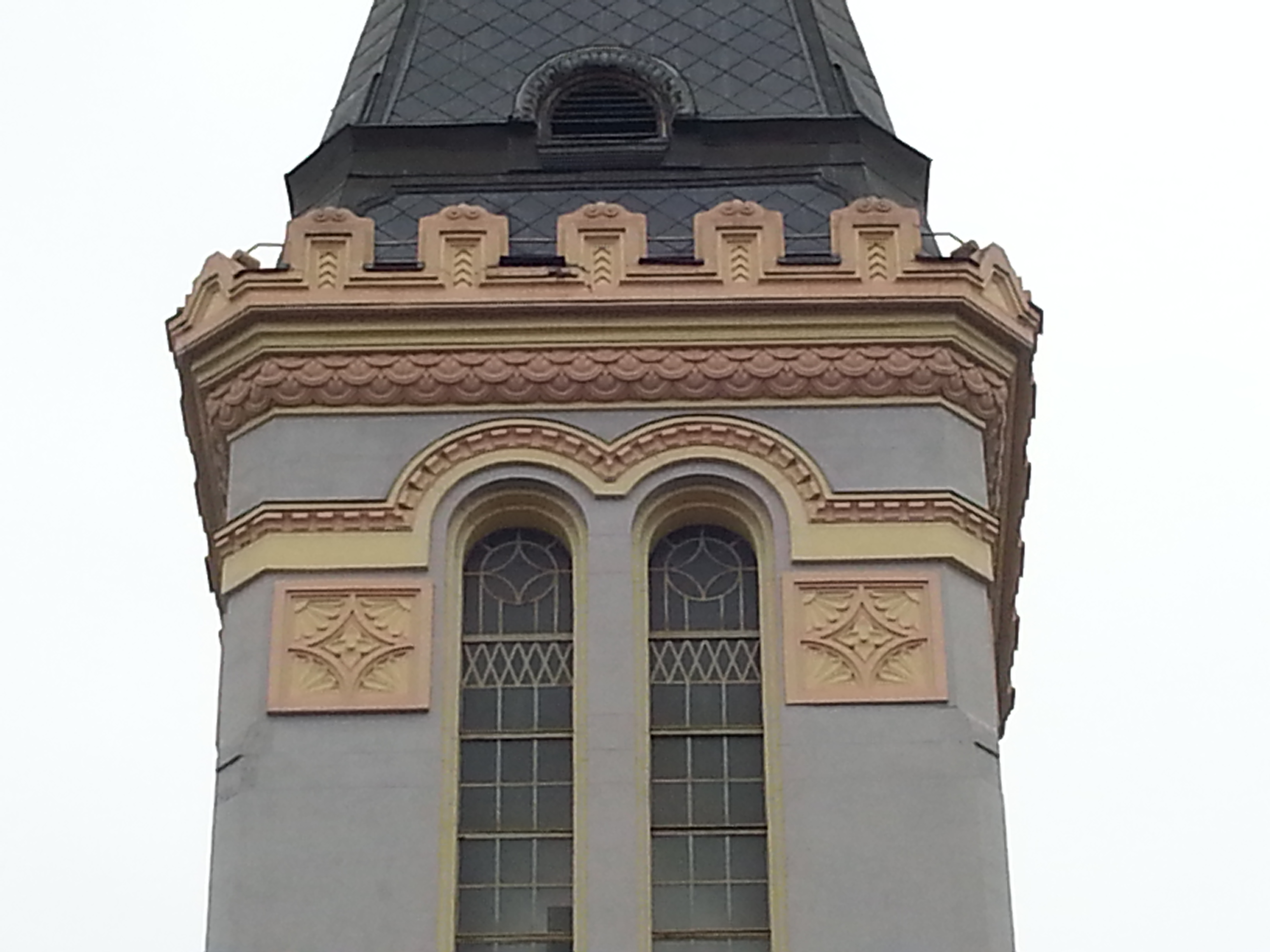
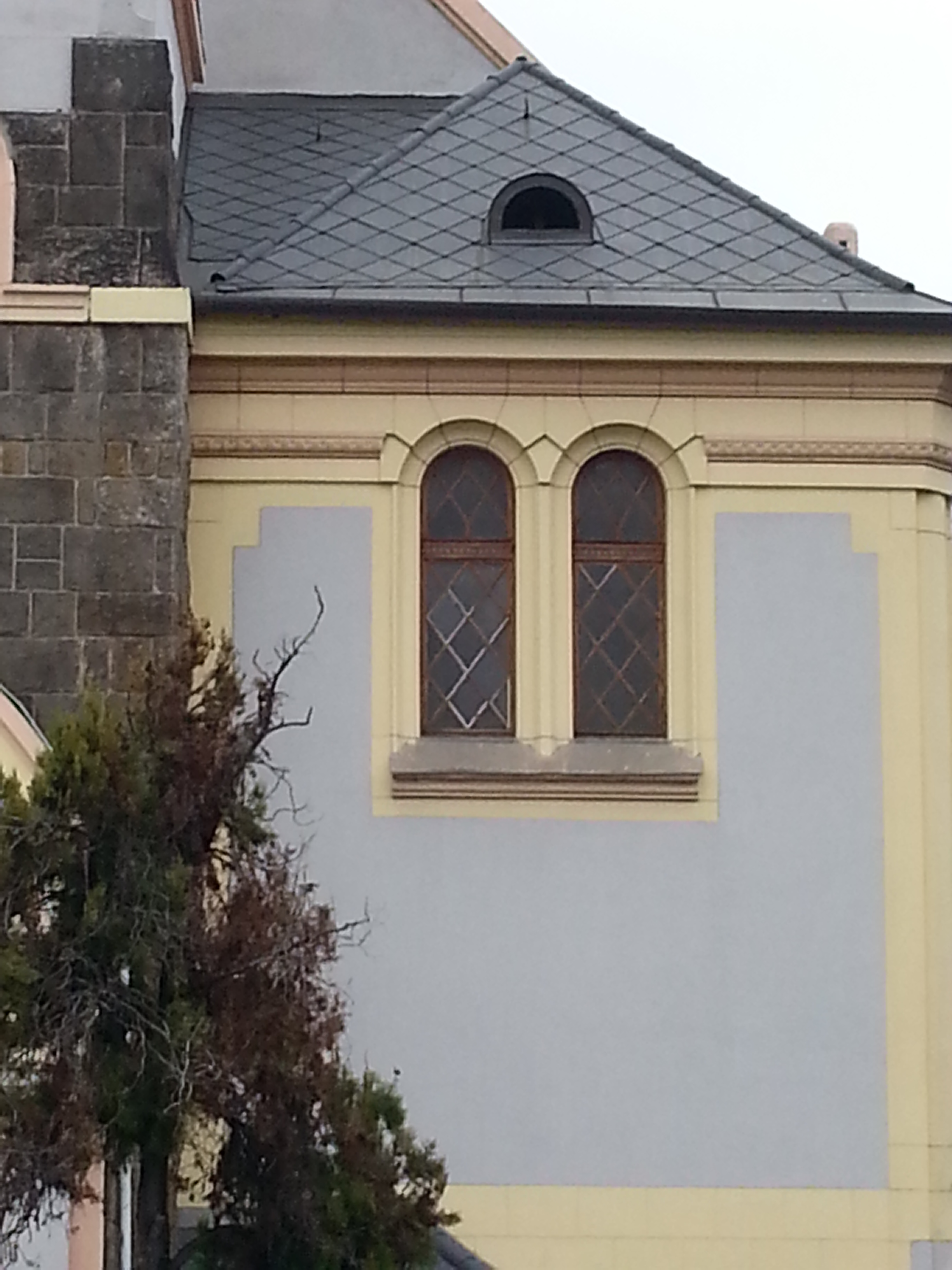
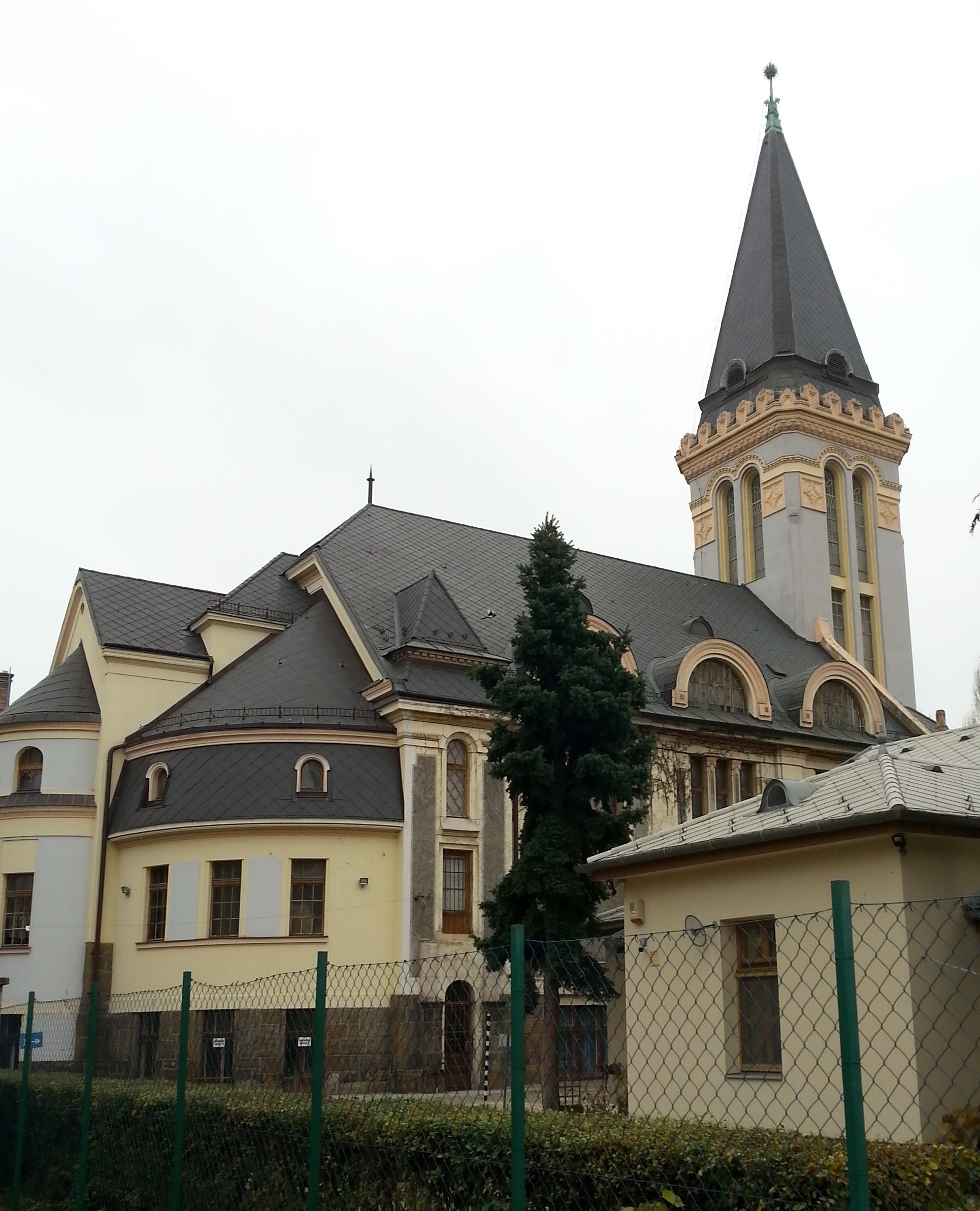
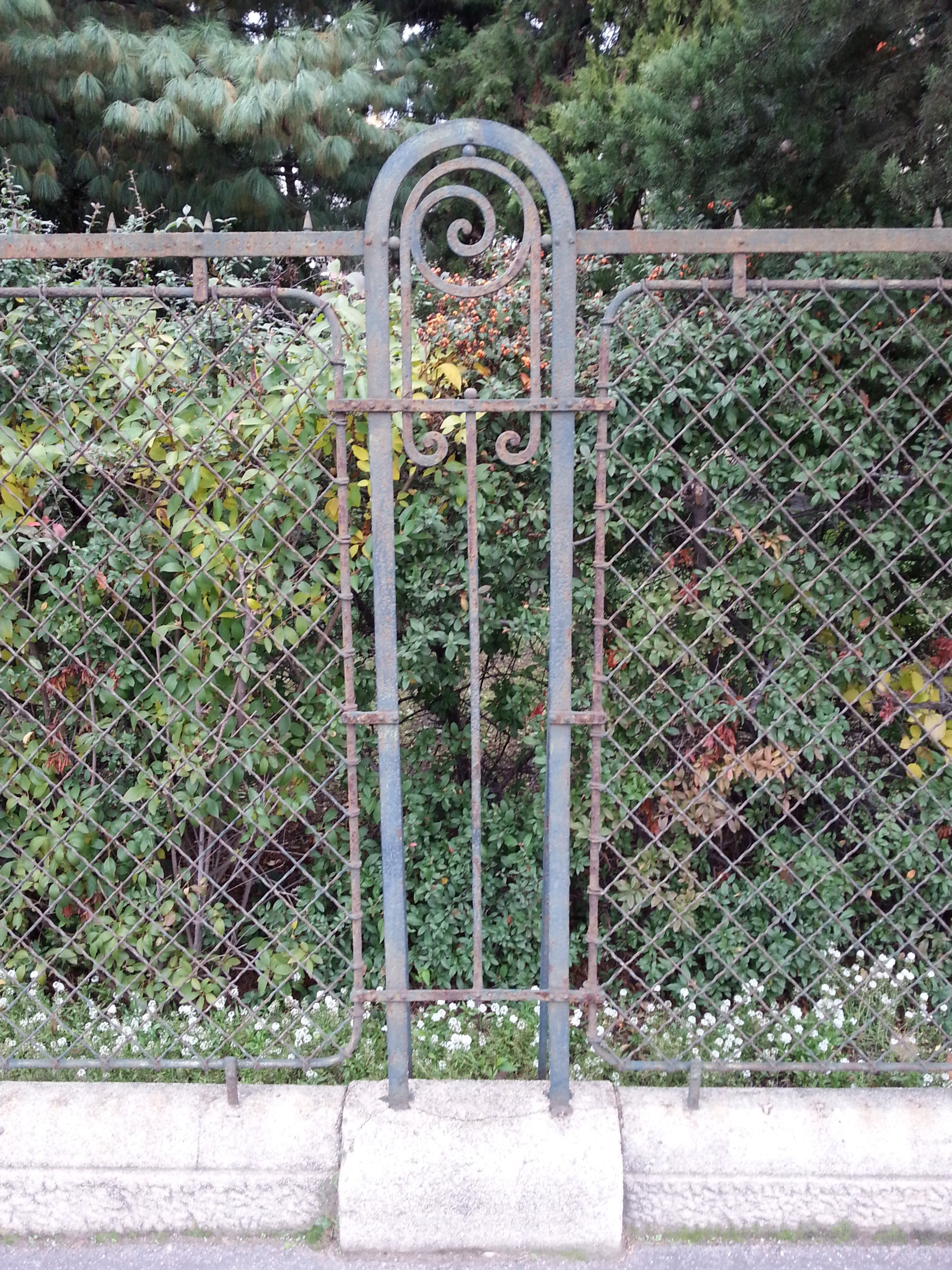